# Општина Алуниш (Прахова)
Алуниш (рум. Aluniş) општина је у Румунији у округу Прахова.
Oпштина се налази на надморској висини од 394 m.